# Горња Јошаница
Горња Јошаница је насеље у Србији у општини Блаце у Топличком округу. Према попису из 2022. било је 153 становника (према попису из 1991. било је 549 становника).

## Демографија
У насељу Горња Јошаница живи 283 пунолетна становника, а просечна старост становништва износи 50,3 година (48,1 код мушкараца и 52,6 код жена). У насељу има 136 домаћинстава, а просечан број чланова по домаћинству је 2,42.
Ово насеље је великим делом насељено Србима (према попису из 2002. године), а у последња три пописа, примећен је пад у броју становника.
|  |

| Демографија | Демографија | Демографија |
| Година      | Становника  | Становника  |
| ----------- | ----------- | ----------- |
| 1948.       | 968         |             |
| 1953.       | 1.031       |             |
| 1961.       | 989         |             |
| 1971.       | 830         |             |
| 1981.       | 645         |             |
| 1991.       | 549         | 440         |
| 2002.       | 329         | 456         |

| Етнички састав према попису из 2002.‍ | Етнички састав према попису из 2002.‍ | Етнички састав према попису из 2002.‍ | Етнички састав према попису из 2002.‍ | Етнички састав према попису из 2002.‍ |
| ------------------------------------ | ------------------------------------ | ------------------------------------ | ------------------------------------ | ------------------------------------ |
|                                      |                                      |                                      |                                      |                                      |
| Срби                                 | Срби                                 |                                      | 324                                  | 98,48%                               |
| Македонци                            | Македонци                            |                                      | 1                                    | 0,30%                                |
| непознато                            | непознато                            |                                      | 3                                    | 0,91%                                |

| Година пописа     | 1948. | 1953. | 1961. | 1971. | 1981. | 1991. | 2002. |
| ----------------- | ----- | ----- | ----- | ----- | ----- | ----- | ----- |
| Број домаћинстава | 148   | 165   | 179   | 189   | 195   | 188   | 136   |

| Број чланова      | 1  | 2  | 3  | 4 | 5 | 6 | 7 | 8 | 9 | 10 и више | Просек |
| ----------------- | -- | -- | -- | - | - | - | - | - | - | --------- | ------ |
| Број домаћинстава | 56 | 34 | 18 | 7 | 9 | 7 | 4 | 1 | 0 | 0         | 2,42   |

| Пол    | Укупно | Неожењен/Неудата | Ожењен/Удата | Удовац/Удовица | Разведен/Разведена | Непознато |
| ------ | ------ | ---------------- | ------------ | -------------- | ------------------ | --------- |
| Мушки  | 149    | 38               | 83           | 26             | 2                  | 0         |
| Женски | 141    | 12               | 83           | 46             | 0                  | 0         |
| УКУПНО | 290    | 50               | 166          | 72             | 2                  | 0         |

| Пол    | Укупно                    | Пољопривреда, лов и шумарство | Рибарство                            | Вађење руде и камена | Прерађивачка индустрија       |
| ------ | ------------------------- | ----------------------------- | ------------------------------------ | -------------------- | ----------------------------- |
| Мушки  | 54                        | 35                            | 0                                    | 0                    | 5                             |
| Женски | 28                        | 21                            | 0                                    | 0                    | 3                             |
| УКУПНО | 82                        | 56                            | 0                                    | 0                    | 8                             |
| Пол    | Производња и снабдевање   | Грађевинарство                | Трговина                             | Хотели и ресторани   | Саобраћај, складиштење и везе |
| Мушки  | 0                         | 3                             | 1                                    | 0                    | 3                             |
| Женски | 0                         | 0                             | 2                                    | 0                    | 0                             |
| УКУПНО | 0                         | 3                             | 3                                    | 0                    | 3                             |
| Пол    | Финансијско посредовање   | Некретнине                    | Државна управа и одбрана             | Образовање           | Здравствени и социјални рад   |
| Мушки  | 0                         | 0                             | 2                                    | 0                    | 0                             |
| Женски | 0                         | 0                             | 0                                    | 0                    | 1                             |
| УКУПНО | 0                         | 0                             | 2                                    | 0                    | 1                             |
| Пол    | Остале услужне активности | Приватна домаћинства          | Екстериторијалне организације и тела | Непознато            | Непознато                     |
| Мушки  | 1                         | 0                             | 0                                    | 4                    | 4                             |
| Женски | 0                         | 0                             | 0                                    | 1                    | 1                             |
| УКУПНО | 1                         | 0                             | 0                                    | 5                    | 5                             |